# Ted Curson

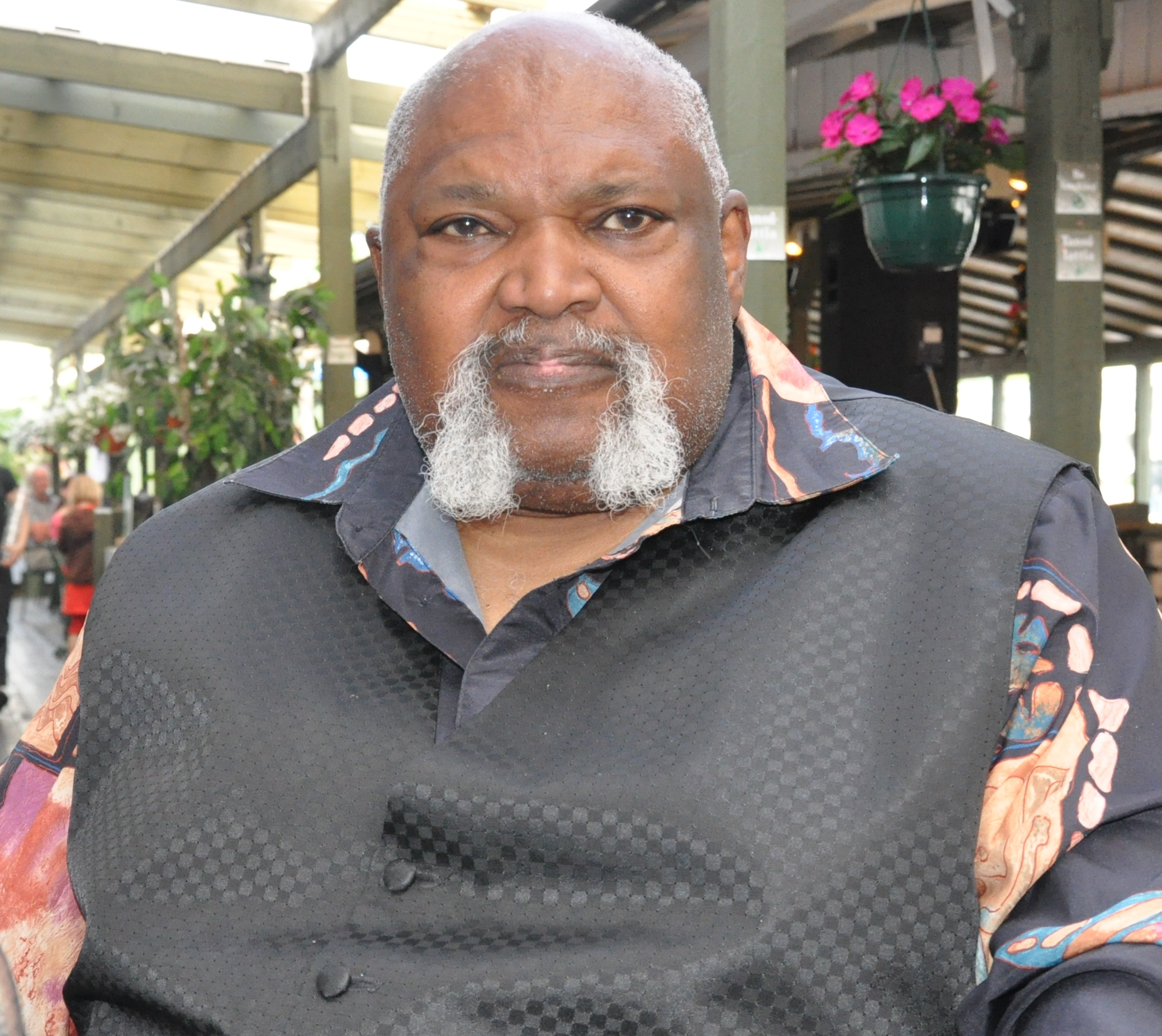
Ted Curson (Turku, Finnland, 2009)

Theodore “Ted” Curson (* 3. Juni 1935 in Philadelphia; † 4. November 2012 in Montclair) war ein amerikanischer Jazzmusiker (Trompete, Flügelhorn).

## Leben und Wirken
Curson spielte bereits mit fünf Jahren Saxophon und wechselte zehnjährig zur Trompete. Er studierte am Granoff-Konservatorium von Philadelphia und dann bei John Costello in New York City. Seine Musikerlaufbahn begann er bei Charlie Ventura; ermutigt durch Miles Davis spielte er dann mit Mal Waldron, Red Garland, Philly Joe Jones und Cecil Taylor, mit dem er 1956 ein erstes Album aufnahm. 1959 und 1960 gehörte er zur Band von Charles Mingus, mit dem er 1960 auf dem Festival in Antibes spielte und an Aufnahmen für Alben wie Pre-Bird teilhatte. Anschließend gründete er eigene Gruppen, spielte aber auch mit Max Roach, Lee Konitz, Andrew Hill, Booker Ervin, Bill Barron und Archie Shepp. Danach orientierte er sich in Europa, lebte zeitweilig in Finnland, wo er ab 1966 regelmäßig auf dem Pori Jazz Festival auftrat, und war 1973 am Schauspiel Zürich als Musiker beschäftigt. Daneben schrieb er Filmmusik, wie für Teorema von Pier Paolo Pasolini.
Mitte der 1970er Jahre wurde er als Protagonist des Neobop identifiziert. Seit 1976 lebte er wieder in Nordamerika, wo er ein Septett gründete, mit dem er sich 1978 auf dem Newport Jazz Festival vorstellte. Mit der Mingus Dynasty spielte er mehrfach auf Festivals in den USA und tourte durch Europa und Indien. 1981 gastierte er mit eigenem Oktett in der New Yorker Town Hall. Später leitete er die Hausband des New Yorker Blue Note.
In seinen letzten Jahren betreute er eine monatlich stattfindende Jamsession im Trumpets, einem Club in Montclair. Im Sommer 2012 spielte er noch einmal mit Henry Grimes im New Yorker Cornelia Street Cafe.
2003 verwendete Vincent Gallo den Song „Tears for Dolphy“ für den Soundtrack seines US-amerikanisch-japanisch-französischen Independent-Essayfilms The Brown Bunny.

## Diskographie (Auswahl)
- Ted Curson – Fire Down Below (PrestigeOJC, 1962) mit Gildo Mahones, George Tucker, Roy Haynes
- Ted Curson – Tears for Dolphy (Fontana-Freedom-Black Lion, 1964)
- Charles Mingus – Pre Bird (Mercury 1960), Mingus at Antibes (Atlantic, 1960), Charles Mingus Presents Charles Mingus, Mingus, (Candid, 1960)
- Archie Shepp – Fire Music (Impulse!, 1965)
- Ted Curson – I Heard Mingus (1980)
- Ted Curson – Travelling On (1990)